# Web Services Flow Language
Web Services Flow Language (WSFL) – oparty na XML język do definiowania procesów w usługach sieciowych. Modele przepływów WSFL opisują indywidualne procesy biznesowe. Modele globalne opisują kolekcje procesów i ich interakcje.